# 羅特布羅赫巴赫河

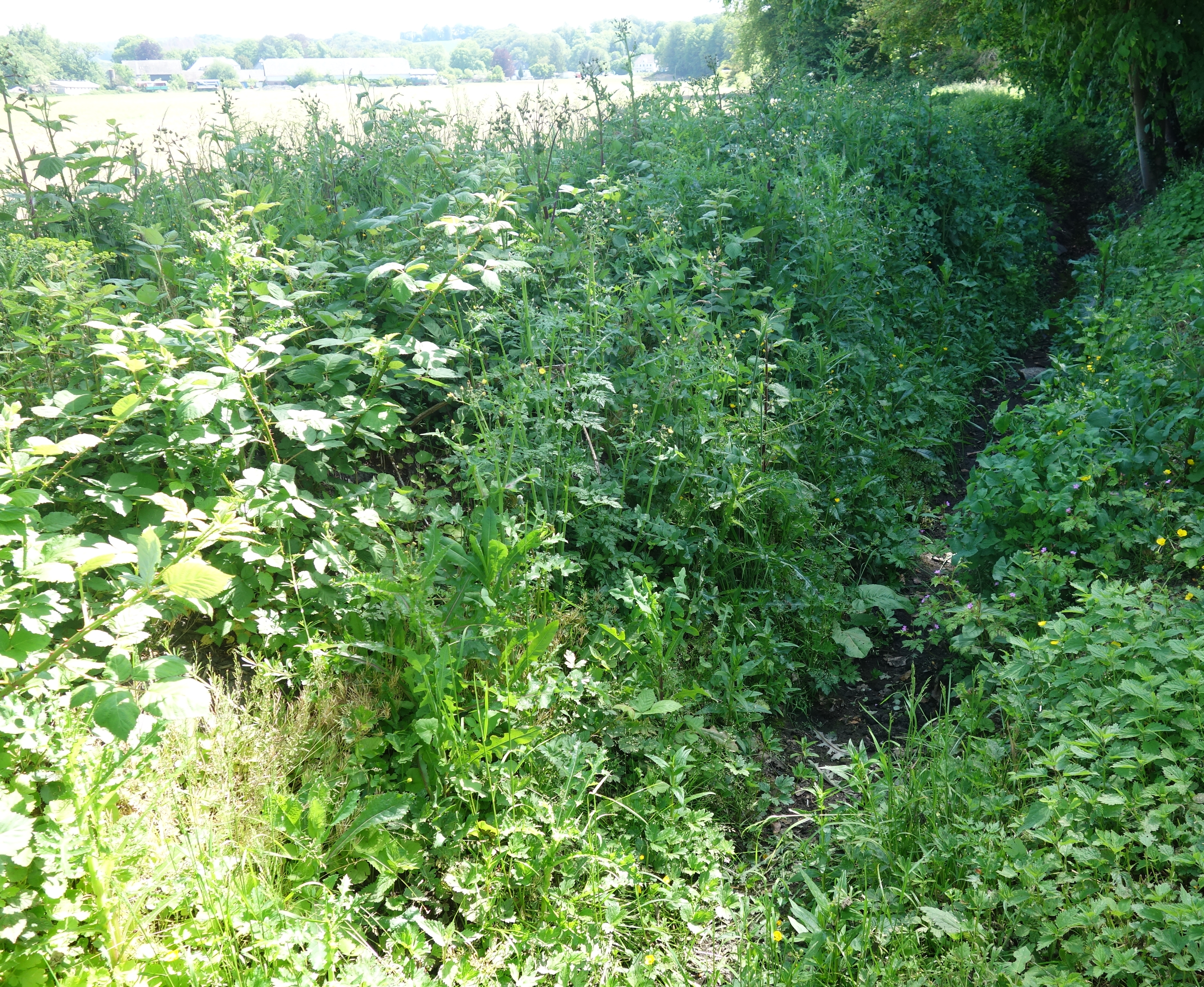

51°1′33.88″N 7°4′38.12″E / 51.0260778°N 7.0772556°E
羅特布羅赫巴赫河（德語：Rothbroicher Bach），是德國的河流，位於該國西部，處於北萊茵-威斯特法倫州，屬於丁恩河的左支流，河道全長1.4公里，流域面積0.81平方公里。